# Stazione di Campo di Giove
Stazione di Campo di Giove vasútállomás Olaszországban, Campo di Giove településen.

## Vasútvonalak
Az állomást az alábbi vasútvonalak érintik:
- Sulmona–Carpinone-vasútvonal

## Kapcsolódó állomások
A vasútállomáshoz az alábbi állomások vannak a legközelebb:
- Stazione di Campo di Giove Majella
- Stazione di Cansano